# Laophontina dubia
Laophontina dubia är en kräftdjursart som beskrevs av Norman och Scott 1905. Laophontina dubia ingår i släktet Laophontina och familjen Laophontidae. Inga underarter finns listade i Catalogue of Life.